# Annona maritima
Annona maritima är en kirimojaväxtart som först beskrevs av Záchia, och fick sitt nu gällande namn av H. Rainer. Annona maritima ingår i släktet annonor, och familjen kirimojaväxter. Inga underarter finns listade i Catalogue of Life.